# Płód w macicy
Płód w macicy – rysunek Leonarda da Vinci powstały około 1510–1512 roku. Znajduje się w zbiorach Zamku w Windsorze. Uchodzi on za ikoniczny wizerunek płodu w macicy.
Tematem rysunku jest początek życia ludzkiego. Płód nieustannie spoczywa w wodzie, jego serce nie bije, a płuca nie wdychają powietrza. Jego nogi są skrzyżowane. Leonardo dokładnie oddał szczegóły anatomiczne płodu, jednocześnie postarał się, by szkic stanowił dzieło sztuki. Jako jeden z pierwszych anatomów w historii Leonardo precyzyjnie przedstawił tętnicę maciczną, naczynia krwionośne pępowiny oraz układ krążenia pochwy. Nie jest to idealne odwzorowanie płodu ludzkiego – Leonardo nie dysponując zwłokami ciężarnej kobiety narysował niektóre elementy na podstawie przeprowadzonej autopsji krowy. W efekcie macica nie ma kształtu gruszki, a kuli, zaś macica ma tylko jedną komorę. Badając anatomię płodu Leonardo zauważył, że ziarna rośliny i ludzki zarodek rozwijają się bardzo podobnie. Łączący nasiono ze ścianą zalążni sznureczek (funiculus) ma pełnić tę samą funkcję co pępowina.
Rysunek powstał około lat 1510–1512, w okresie gdy Leonardo z entuzjazmem wrócił do studiów anatomicznych. Został narysowany czarną i czerwoną kredką i piórem. Wymiary rysunku wynoszą 30,5 × 22 cm. Kilka lat po powstaniu rysunku Leonardo naniósł notatki pod rysunkiem. Leonardo zanotował m.in. że gdyby płód oddychał, utonąłby, ale dzięki dostarczaniu przez matkę jedzenia i jej siły życiowej nie musi oddychać. W innym miejscu sprzeciwił się poglądowi Kościoła katolickiego, że życie ludzkie zaczyna się od poczęcia. Zdaniem Leonarda zarodek jest wyłącznie częścią ciała matki.
Krytyk sztuki Jonathan Jones określił rysunek jako najpiękniejsze dzieło sztuki na świecie. Biografista Leonarda Walter Isaacson porównał Płód do Człowieka witruwiańskiego o miano najlepszego przenikania się sztuki i nauki w twórczości Leonarda.